# Al-Haffah (district)
Al-Haffah District (Arabisch: منطقة الحفة) is een Syrisch district behorend tot het Latakia gouvernement. De hoofdstad is Al-Haffah.